# UAE Team Emirates XRG
UAE Team Emirates XRG (UCI kód: UAD) je cyklistický UCI WorldTeam se základnou ve Spojených arabských emirátech. Stáj byla založena v Itálii roku 2005 díky fúzi týmů Lampre a Saeco.

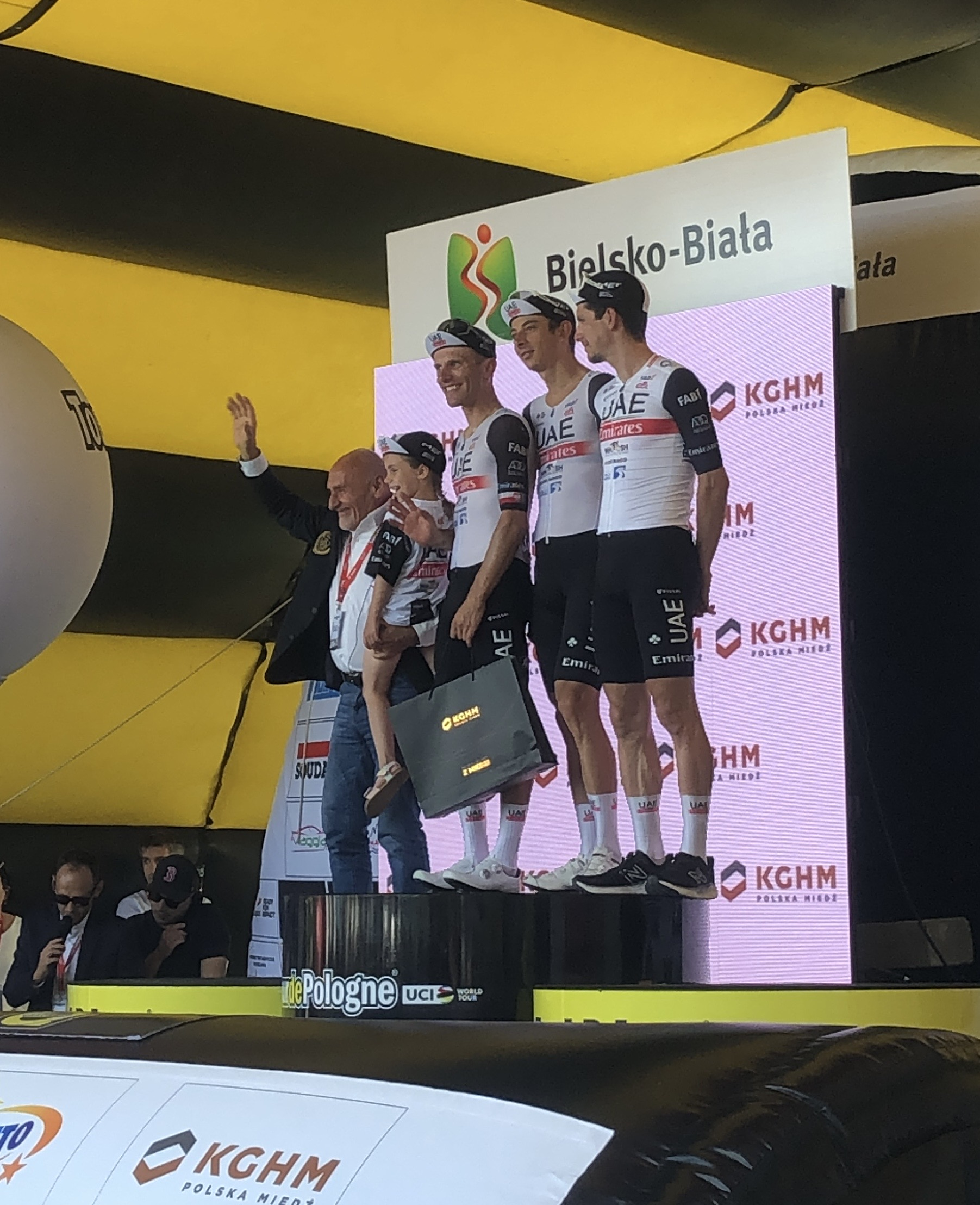

## Přeměna z italského týmu

### Čínské zapojení
V srpnu 2016 tým, tehdy nazývaný Lampre–Merida, oznámil, že prodává svou WorldTourovou licenci čínské společnosti TJ Sport Consultation, díky čemuž se měl tým stát prvním čínským WorldTour týmem od sezóny 2017. Bývalý generální manažer týmu Saunier Duval–Prodir Mauro Gianetti se měl stát koordinátorem projektu. V rozhovoru pro deník La Gazzetta dello Sport v září téhož roku Saronni potvrdil, že on a CGS Cycling budou dále pokračovat ve vedení týmu a že jízdní kola bude dodávat firma Colnago. Naznačil, že projekt je řízen čínskou vládou skrze TJ Sport se zapojením několika čínských firem, jako například Alibaba, a že cílem projektu je rozvoj čínské cyklistiky. Avšak když UCI udělila 17 WorldTour licencí týmům v prosinci, tak oznámila, že žádost společnosti TJ Sport byla posuzována její Licenční komisí. Podle Saronniho byla důvodem odkladu vážná nemoc Li Zhiqianga, šéfa TJ Sportu, což zabránilo schválení financování projektu.

### Záchrana z Emirátů
Kvůli tomu si musel tým hledat nového sponzora, kterým se nakonec staly Spojené arabské emiráty, s čímž si tým změnil název na UAE Abú Dhabí. UCI potvrdila WorldTourovou licenci týmu 20. prosince. V únoru 2017 tým oznámil, že novým sponzorem týmu se stane aerolinka Emirates a že si tým změní název na UAE Team Emirates. V červnu 2017, dva dny před Tour de France 2017, tým oznámil, že se První banka Abú Zabí stává dalším sponzorem týmu a že její logo bude přidáno na hruď a bok týmového dresu.

## Soupiska týmu
K 2. lednu 2025
- João Almeida (POR) (* 5. srpna 1998)
- Igor Arrieta (ESP) (* 8. prosince 2002)
- Juan Ayuso (ESP) (* 16. září 2002)
- Filippo Baroncini (ITA) (* 26. srpna 2000)
- Mikkel Bjerg (DEN) (* 3. listopadu 1998)
- Jan Christen (SUI) (* 26. června 2004)
- Alessandro Covi (ITA) (* 28. září 1998)
- Isaac del Toro (MEX) (* 27. listopadu 2003)
- Finn Fisher-Black (NZL) (* 21. prosince 2001)
- Felix Großschartner (AUT) (* 23. prosince 1993)
- Rune Herregodts (BEL) (* 27. července 1998)
- Julius Johansen (DEN) (* 13. září 1999)
- Vegard Stake Laengen (NOR) (* 7. února 1989)
- Rafał Majka (POL) (* 12. září 1989)
- Brandon McNulty (USA) (* 2. dubna 1998)
- Juan Sebastián Molano (COL) (* 4. listopadu 1994)
- António Morgado (POR) (* 28. ledna 2004)
- Jhonatan Narváez (ECU) (* 4. března 1997)
- Domen Novak (SLO) (* 12. července 1995)
- Ivo Oliveira (POR) (* 5. září 1996)
- Rui Oliveira (POR) (* 6. září 1996)
- Tadej Pogačar (SLO) (* 21. září 1998)
- Nils Politt (GER) (* 6. března 1994)
- Pavel Sivakov (FRA) (* 11. července 1997)
- Marc Soler (ESP) (* 22. listopadu 1993)
- Pablo Torres (ESP) (* 10. listopadu 2005)
- Florian Vermeersch (BEL) (* 12. března 1999)
- Jay Vine (AUS) (* 16. listopadu 1995)
- Tim Wellens (BEL) (* 10. května 1991)
- Adam Yates (GBR) (* 7. srpna 1992)

## Vítězství na Grand Tours
| Vítězové Grand Tours        |                              |                               |
| Celkový vítěz Giro d'Italia | Celkový vítěz Tour de France | Celkový vítěz Vuelta a España |
| 2025                        | 2025 Tadej Pogačar           | 2025                          |
| 2024 Tadej Pogačar          | 2024 Tadej Pogačar           | 2024                          |
| 2021                        | 2021 Tadej Pogačar           | 2021                          |
| 2020                        | 2020 Tadej Pogačar           | 2020                          |
| 2011 Michele Scarponi       | 2011                         | 2011                          |

### Tabulka umístění na Grand Tours
| Umístění nejlépe umístěného jezdce týmu |      |      |      |      |      |      |      |      |      |      |      |      |      |      |      |      |      |      |      |      |
| Grand Tour                              | 2005 | 2006 | 2007 | 2008 | 2009 | 2010 | 2011 | 2012 | 2013 | 2014 | 2015 | 2016 | 2017 | 2018 | 2019 | 2020 | 2021 | 2022 | 2023 | 2024 |
| Giro d'Italia                           | 2    | 4    | 5    | 3    | 7    | 11   | 1    | 4    | 4    | 19   | 40   | 21   | 11   | 24   | 14   | 15   | 15   | 36   | 3    | 1    |
| Tour de France                          | 13   | 11   | 18   | 25   | 51   | 26   | 6    | 24   | 21   | 17   | 30   | 8    | 8    | 8    | 14   | 1    | 1    | 2    | 2    | 1    |
| Vuelta a España                         | 24   | 14   | 25   | 10   | 8    | 16   | 53   | 15   | 15   | 26   | 21   | 40   | 12   | 23   | 3    | 7    | 7    | 3    | 4    | 9    |

## Češi a Slováci v týmu
- Luboš Pelánek (2008)[5]